# Guayabo de Santa Rita
Guayabo de Santa Rita es una localidad del estado mexicano de Guanajuato. Es parte del municipio de Manuel Doblado.

## Toponimia
El nombre «Santa Rita» hace referencia a la santa patrona de la localidad: Rita de Casia.

## Demografía
| Gráfica de evolución demográfica |
|                                  |

| Censo | Población |
| ----- | --------- |
| 1900  | 263       |
| 1910  | 340       |
| 1921  | 145       |
| 1930  | 262       |
| 1940  | 311       |
| 1950  | 336       |
| 1960  | 549       |
| 1970  | 603       |
| 1980  | 724       |
| 1990  | 858       |
| 2000  | 942       |
| 2010  | 999       |
| 2020  | 1 066     |